# Pfarrerberg (Haibach)
Pfarrerberg ist ein Gemeindeteil von Haibach im niederbayerischen Landkreis Straubing-Bogen.
Der Weiler liegt auf der Gemarkung Elisabethszell am südwestlichen Hang des Pfarrerbergs, etwa 200 Höhenmeter unterhalb des Gipfels an einer Straße, mit der die Wohnplätze östlich von Elisabethszell am Südwesthang von Hadriwa und Pfarrerberg erschlossen werden.
Durch die Eingliederung der Gemeinde Elisabethszell nach Haibach im Zuge der Gebietsreform in Bayern wurde Pfarrerberg ab 1. Januar 1978 ein Gemeindeteil von Haibach.
Einwohnerentwicklung
| Jahr      | 1838 | 1861 | 1871 | 1885 | 1900 | 1925 | 1950 | 1961 | 1970 | 1987 |
| --------- | ---- | ---- | ---- | ---- | ---- | ---- | ---- | ---- | ---- | ---- |
| Einwohner | 38   | 33   | 46   | 30   | 31   | 34   | 38   | 29   | 31   | 26   |